# Cantone di Malesherbes
Il Cantone di Malesherbes è una divisione amministrativa dell'arrondissement di Pithiviers.
A seguito della riforma approvata con decreto del 25 febbraio 2014, che ha avuto attuazione dopo le elezioni dipartimentali del 2015, è passato da 17 a 55 comuni.

## Composizione
I 17 comuni facenti parte prima della riforma del 2014 erano:
- Audeville
- Césarville-Dossainville
- Coudray
- Engenville
- Intville-la-Guétard
- Labrosse
- Mainvilliers
- Malesherbes
- Manchecourt
- Morville-en-Beauce
- Nangeville
- Orveau-Bellesauve
- Pannecières
- Ramoulu
- Rouvres-Saint-Jean
- Sermaises
- Thignonville

Dal 2015 i comuni appartenenti al cantone sono i seguenti 55:
- Ascoux
- Augerville-la-Rivière
- Aulnay-la-Rivière
- Auxy
- Barville-en-Gâtinais
- Batilly-en-Gâtinais
- Beaune-la-Rolande
- Boësses
- Boiscommun
- Bondaroy
- Bordeaux-en-Gâtinais
- Bouilly-en-Gâtinais
- Bouzonville-aux-Bois
- Boynes
- Briarres-sur-Essonne
- Bromeilles
- Labrosse
- Chambon-la-Forêt
- Chilleurs-aux-Bois
- Coudray
- Courcelles
- Courcy-aux-Loges
- Desmonts
- Dimancheville
- Échilleuses
- Égry
- Escrennes
- Estouy
- Gaubertin
- Givraines
- Grangermont
- Juranville
- Laas
- Lorcy
- Mainvilliers
- Malesherbes
- Manchecourt
- Mareau-aux-Bois
- Marsainvilliers
- Montbarrois
- Montliard
- Nancray-sur-Rimarde
- Nangeville
- La Neuville-sur-Essonne
- Nibelle
- Ondreville-sur-Essonne
- Orveau-Bellesauve
- Orville
- Puiseaux
- Ramoulu
- Saint-Loup-des-Vignes
- Saint-Michel
- Santeau
- Vrigny
- Yèvre-la-Ville